# Août 1987

## Événements
- 1er août: Mike Tyson devient champion du monde IBF des poids lourds.
- 3 août : le  Sénat des États-Unis interdit la vente sur le territoire américain des objets provenant de l’épave du Titanic [1].
- 6 - 7 août : second sommet d’Esquipulas[2] (Guatemala). Les dirigeants centraméricains approuvent « un plan pour établir une paix ferme et durable en Amérique centrale », proposé par le Costaricien Óscar Arias Sánchez. Le plan Arias appelle à des réconciliations régionales, exhorte à un cessez-le-feu au Nicaragua, au Salvador et au Guatemala, demande une démocratisation et des élections libres, appelle à un arrêt de l’aide étrangère aux forces irrégulières et au respect des frontières, recommande des négociations concernant les procédures de vérification, engage les gouvernements à traiter le problème des réfugiés, appelle à la coopération pour le développement et la démocratie, annonce la création d’une commission internationale de vérification et suivi, et met en place un calendrier pour l’exécution des mesures prévues. Il contient en filigrane la nécessité du départ du pouvoir des Sandinistes.
- 6 août, Panama : 20 000 personnes participent à la première manifestation de l’opposition autorisée par le gouvernement[1].
- 8 août, Tchad : l’armée tchadienne d’Hissène Habré s’empare d’Aozou.
- 9 août (Formule 1) : Grand Prix de Hongrie remporté par le Brésilien Nelson Piquet sur Williams-Honda.
- 10 août : l'aviation libyenne bombarde l'oasis de Faya-Largeau (Tchad).
- 12 août, Japon : inauguration du plus grand pont du monde (37,7 km) entre l’île d’Honshu et l’île de Shikoku [1].
- 14 août, Tchad : le gouvernement français annonce la poursuite de son aide logistique à Hissène Habré [1].
- 16 août : 
  - un Douglas DC-9 de la Northwest Airlines s’écrase sur une autoroute après avoir heurté un pont peu après le décollage de Détroit : 156 morts dont deux automobilistes.
  - 16 août (Formule 1) : Grand Prix d'Autriche remporté par le Britannique Nigel Mansell sur Williams-Honda.
- 17 août : 
  - (Portugal) : Anibal Cavaco Silva forme un nouveau gouvernement.
  - (Allemagne) :  suicide de Rudolf Hess à la prison berlinoise de Spandau dont il restait l’unique prisonnier[1].
- 19 août : 
  - (France) : la passerelle d’accès à la grotte de glace de la Mer de Glace (Chamonix) s’effondre (3 morts).
  - (Royaume-Uni) : un tireur fou de 27 ans tue 16 personnes dont sa mère à Hungerford (Berkshire) avant de se suicider.
- 23 août : le pilote automobile Didier Pironi et le journaliste Bernard Giroux sont tués dans un accident de motonautisme au large de l’île de Wight.
- 26 août, Nouvelle-Calédonie : manifestation d’un millier d’indépendantistes à Nouméa [1].
- 28 août, Tchad : les forces libyennes reprennent  Aozou.
- 30 août : aux Mondiaux d’athlétisme de Rome, le Canadien Ben Johnson établit un nouveau record du monde du 100 mètres en 9 secondes et 83 centièmes.
- 30 août, Afrique du Sud : la longue grève qui oppose les mineurs de l’Union nationale des mineurs à la direction de l’Anglo-American Company se solde par le licenciement de dizaines de milliers de travailleurs noirs[1].
- 31 août: Michael Jackson sort son album Bad à travers le monde.

## Naissances
- 3 août : A. J. Slaughter, basketteur américain.
- 7 août : Sidney Crosby, joueur de hockey canadien.
  - Sacha Philippe Hébert-Jodoin, auteur-compositeur-interprète canadien.
- 11 août : 
  - Ekaterina Birlova, joueuse de beach-volley russe.
  - Grant Brits, nageur australien.
  - Tim Hug, coureur du combiné nordique suisse.
  - Sixtine Malaterre, kayakiste française.
  - Cyrille Maret, judoka français.
  - Greysia Polii, joueuse de badminton indonésienne.
- 14 août : Johnny Gargano, catcheur américain.
- 16 août : Carey Price, joueur de hockey canadien.
- 17 août : Artus, humoriste français.
- 18 août : Kesaria Abramidzé, actrice et influenceuse géorgienne († 18 septembre 2024).
- 21 août : Héritier Bahati Chuma, homme politique de la République démocratique du Congo.
- 25 août :
  - Vyacheslav Kravtsov, basketteur ukrainien.
  - Amy Macdonald, auteur-compositeur-interprète écossaise.
  - Blake Lively, actrice et mannequin américaine.
- 27 août : George Weah Jr, Footballeur américain et fils du président libérien George Weah.

## Décès
- 1er août : Pola Negri, actrice polonaise (° 3 janvier 1897).
- 5 août : Joseph Bouglione, artiste de cirque français (° 17 février 1904).
- 6 août : Léon Noël, homme politique français, premier président du Conseil constitutionnel français (° 28 mars 1888).
- 7 août : Camille Chamoun, Président de la République libanaise (° 3 avril 1900).
- 15 août : Louis Scutenaire, écrivain et poète surréaliste belge d'expression française (° 29 juin 1905).
- 16 août : Pepe Cáceres (José Eslava Cáceres), matador colombien (° 16 mars 1935).
- 17 août : 
  - Rudolf Hess, criminel de guerre nazi.
  - Carlos Drummond de Andrade, poète brésilien (° 31 octobre 1902).
  - Shichirō Fukazawa, écrivain japonais (° 29 janvier 1914).
  - Clarence Brown, réalisateur et producteur de cinéma américain (° 10 mai 1890).
- 18 août : Dambudzo Marechera, écrivain et poète zimbabwéen (° 4 juin 1952).
- 23 août :
  - Didier Pironi, pilote automobile et motonautique français. (° 26 mars 1952).
  - Bernard Giroux, journaliste sportif et copilote automobile français. (° 10 mars 1950).
- 28 août : John Huston, acteur, scénariste et réalisateur américain (° 5 août 1906).
- 29 août : Lee Marvin, acteur américain (° 19 février 1924).